# 方亮工
方亮工（1536年—1596年），字季鄰，號寅所，廣東廣州府南海縣民籍番禺县人，明朝政治人物。

## 生平
嘉靖四十年（1561年）辛酉科廣東鄉試第十名舉人。隆慶五年（1571年）辛未科會試第九十一名，第三甲第一百九十二名進士。都察院觀政，授浙江乌程县知县，萬曆五年（1577年）擢升南京户部主事。丁憂歸，九年复除户部，十三年升员外郎、郎中，丁憂。十七年复除户部，升浙江嚴州府知府。二十二年三月升广西按察司副使，二十四年卒。

## 家族
曾祖父方元剛；祖父方崧；父方宗尹，母雷氏。具庆下。從兄方肯堂，同科進士。弟方亮宸。